# Tsubasa Suzuki
Tsubasa Suzuki (鈴木 翼 Suzuki Tsubasa?), född 26 april 1994 i Yamagata prefektur, är en japansk fotbollsspelare.
Suzuki började sin karriär 2013 i Montedio Yamagata. Efter Montedio Yamagata spelade han för Arterivo Wakayama och Nara Club. Han avslutade karriären 2017.